# Parc national historique de l'indépendance
Le parc historique national de l'Indépendance (Independence National Historical Park en anglais) est un quartier historique protégé par le Gouvernement fédéral des États-Unis situé à Philadelphie en Pennsylvanie, qui préserve plusieurs sites associés à la Révolution américaine et à l'histoire fondatrice de la nation. Administré par le National Park Service, le parc historique national de 55 acres (22 ha) comprend de nombreux sites historiques parmi les plus visités de Philadelphie, situés dans les quartiers du Center City (centre-ville) et Society Hill. Le parc est surnommé « America's most historic square mile » (« le mile carré le plus historique d'Amérique ») en raison du nombre important de monuments historiques qu'il abrite,,.
Le bâtiment majeur du parc est Independence Hall, où la déclaration d'indépendance et la constitution des États-Unis ont été débattues et adoptées par les pères fondateurs à la fin du XVIIIe siècle. Independence Hall fut le principal lieu de réunion du Second Congrès continental de 1775 à 1783 et de la Convention constitutionnelle à l'été 1787. À côté d'Independence Hall se trouvent Carpenters' Hall, le lieu de réunion du premier Congrès continental en 1774, et Congress Hall, le lieu de réunion du Congrès des États-Unis dans les années 1790 avant l'instauration de Washington, DC comme capitale du pays en 1800.
En face d'Independence Hall, se trouve Liberty Bell, un symbole emblématique de l'indépendance américaine, exposée dans le Liberty Bell Center. Le parc abrite d'autres bâtiments historiques, tels que la First Bank of the United States, la première banque agréée par le Congrès des États-Unis, et la Second Bank of the United States, dont le renouvellement de la charte a été rejeté par le président Andrew Jackson dans le cadre de la guerre des banques. Le parc abrite également City Tavern, une taverne coloniale reconstituée, qui était l'une des préférées des délégués et que John Adams considérait comme la meilleure taverne de toute l'Amérique.
La plupart des structures historiques du parc sont situées à proximité des quatre blocs paysagers entre les rues Chestnut, Walnut, 2nd et 6th. Le parc abrite également Franklin Court, le site où se trouvait autrefois la maison de Benjamin Franklin, qui est aussi l'emplacement actuel d'un musée Franklin et du musée du United States Postal Service (Franklin fut le premier Postmaster General, soit le directeur général, des postes du gouvernement révolutionnaire). Trois blocs supplémentaires situés directement au nord d'Independence Hall, collectivement connus sous le nom d'Independence Mall, abritent le Liberty Bell Center, le National Constitution Center, l'Independence Visitor Center et l'ancien site de President's House.
Le parc est classé dans le Registre national des lieux historiques depuis 1966. L'Independence Hall a été désigné patrimoine mondial en 1979.

## Histoire

### Le Congrès continental et la Révolution américaine

John Trumbull, La Déclaration d'indépendance, 1819, Capitole des États-Unis.

En réponse aux lois intolérables qui punissent Boston pour la Boston Tea Party, le premier Congrès continental se réunit au Carpenters' Hall de Philadelphie du 5 septembre 1774 au 26 octobre 1774.
La convention organise un pacte entre les colonies pour boycotter les produits britanniques, l' Association continentale, à partir du 1er décembre 1774 et prévoit un Second Congrès continental à Philadelphie. Le 10 mai 1775, le Second Congrès continental se réunit à la Pennsylvania State House après les batailles de Lexington et Concord, qui marquent le début de la guerre d'indépendance des États-Unis. Le Congrès adopte la pétition du rameau d'olivier en juillet 1775, qui affirme la loyauté américaine envers la Grande-Bretagne et supplie le roi George III d'empêcher tout nouveau conflit. La pétition est rejetée en août 1775 et la Proclamation de rébellion du roi déclare officiellement les colonies en état de rébellion.
En février 1776, les colons reçoivent la nouvelle que le Parlement a adopté le Prohibitory Act, qui établit un blocus des ports américains et déclare les navires américains comme navires ennemis. Bien que cette mesure équivaut à une déclaration de guerre virtuelle de la part des Britanniques, le Congrès n'a pas l'autorité immédiate de déclarer l'indépendance jusqu'à ce que chaque colonie ait autorisé ses délégués à voter pour celle-ci.
Le 11 juin, le Second Congrès continental nomme la commission des Cinq, qui comprend John Adams du Massachusetts, Benjamin Franklin de Pennsylvanie, Thomas Jefferson de Virginie, Robert R. Livingston de New York et Roger Sherman du Connecticut, pour rédiger une déclaration officielle d'indépendance. Le Congrès adopte à l'unanimité la version finale de la Déclaration le 4 juillet, marquant la création des États-Unis d'Amérique.
Les historiens pensent que la cloche de l'Old State House, désormais connue sous le nom de Liberty Bell, est l'une des cloches sonnées pour marquer la lecture de la Déclaration le 8 juillet.

### Convention de Philadelphie

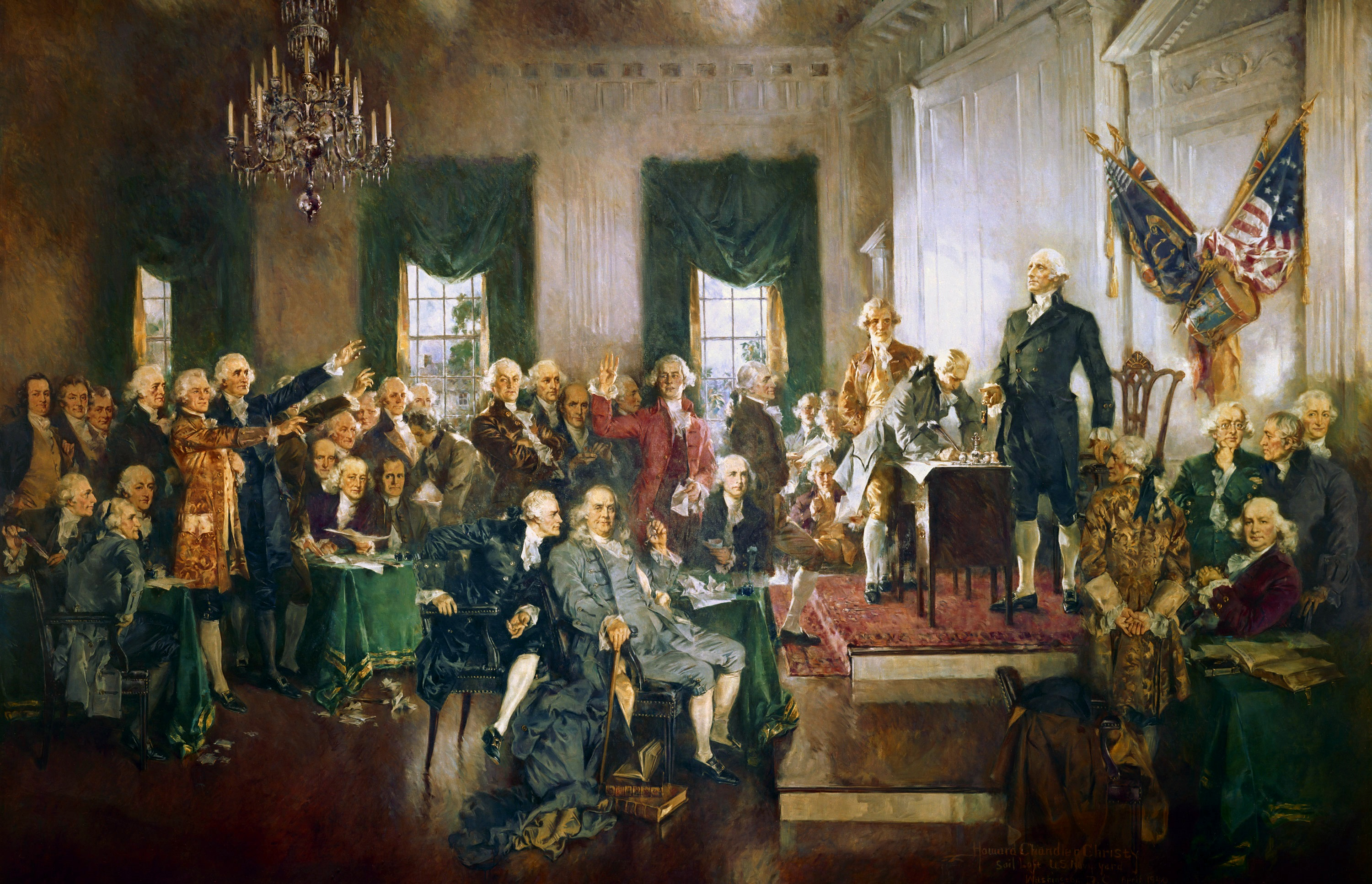
Howard Chandler Christy, Scène de la signature de la Constitution des États-Unis, 1940, Capitole des États-Unis.

Après 1781, le gouvernement national fonctionne sous les Articles de la Confédération, qui ne donnent au gouvernement fédéral pratiquement aucun pouvoir de réglementer les affaires intérieures ou de lever des recettes. Lors de la Convention d'Annapolis en septembre 1786, les délégués demandent qu'une réunion plus large se tienne en mai suivant à Philadelphie pour aborder la réglementation du commerce et la structure du gouvernement. Cela donne naissance à la Convention de Philadelphie, qui se réunie du 14 mai au 17 septembre 1787, à la Pennsylvania State House.
La convention est dominée par des controverses et des intérêts contradictoires, mais les délégués façonnent une Constitution qui est qualifiée de « paquet de compromis ». Lors de la convention, le délégué James Madison présente le Plan de Virginie, qui propose un gouvernement national avec trois pouvoirs et une représentation proportionnelle. Les grands États soutiennent ce plan, mais les plus petits États craignent de perdre un pouvoir substantiel. En réponse, William Paterson conçoit le Plan du New Jersey, qui propose une assemblée législative à une seule chambre dans laquelle chaque État, quelle que soit sa taille, aurait une voix, comme dans les Articles de la Confédération. Roger Sherman combine les deux plans avec le compromis du Connecticut ;  sa mesure est adoptée le 16 juillet 1787, par sept voix contre six, soit une marge d'une voix. D’autres questions controversées concernent l’esclavage et la réglementation fédérale du commerce, ce qui donne lieu à des compromis supplémentaires.

### Siège du gouvernement fédéral

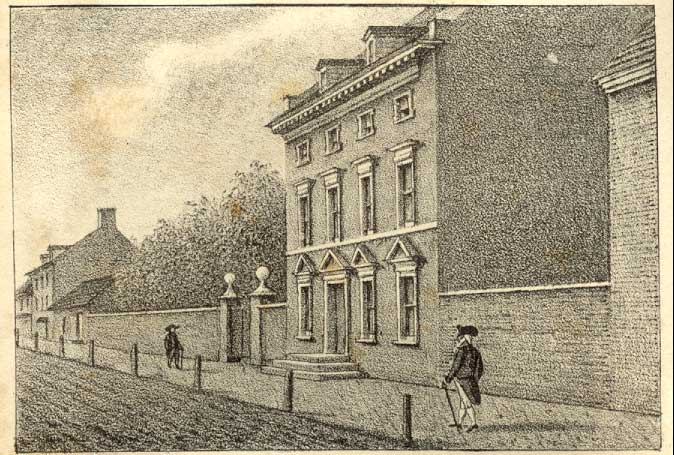
William L. Breton, Presidents House, vers 1828-1830.

Le Residence Act de 1790 donne au président George Washington le pouvoir d'établir une capitale permanente le long du fleuve Potomac. Robert Morris, un représentant de Pennsylvanie, convainc le Congrès de désigner Philadelphie comme capitale temporaire du Gouvernement fédéral des États-Unis. Du 6 décembre 1790 au 14 mai 1800, le même bloc abrite les bureaux du gouvernement fédéral, de l'Éta, du comté et de la ville. Le Congress Hall, construit à l'origine pour servir de palais de justice du comté de Philadelphie, sert de siège au Congrès des États-Unis. La Chambre des représentants se réunit au premier étage et le Sénat au deuxième étage. Pendant la période où Congrès Hall est le Capitole des États-Unis, le pays admet trois nouveaux États, le Vermont, le Kentucky et le Tennessee, ratifie la Déclaration des droits de la Constitution et supervise la deuxième investiture présidentielle de George Washington et celle de John Adams.
President's House sert de résidence d'État et de lieu de travail principal au président George Washington pendant ses deux mandats ; le président John Adams l'occupe de mars 1797 à mai 1800. La loi sur les esclaves fugitifs de 1793 et les Alien and Sedition Acts, les lois sur les étrangers et la sédition, y sont signées.
La Cour suprême se réunit à Old City Halll, l'ancien hôtel de ville, où les juges en chef John Jay, John Rutledge et Oliver Ellsworth président onze affaires inscrites au rôle.
Alors que les plans pour la capitale permanente sont en cours d’élaboration, les délégués de Pennsylvanie continuent à déployer des efforts pour le faire échouer. La ville a commencé la construction d'un nouveau palais présidentiel massif sur la 9th Street et une extension du Congress Hall. Malgré ces efforts, le gouvernement fédéral quitte Philadelphie le 14 mai 1800.

### Utilisation comme installation municipale

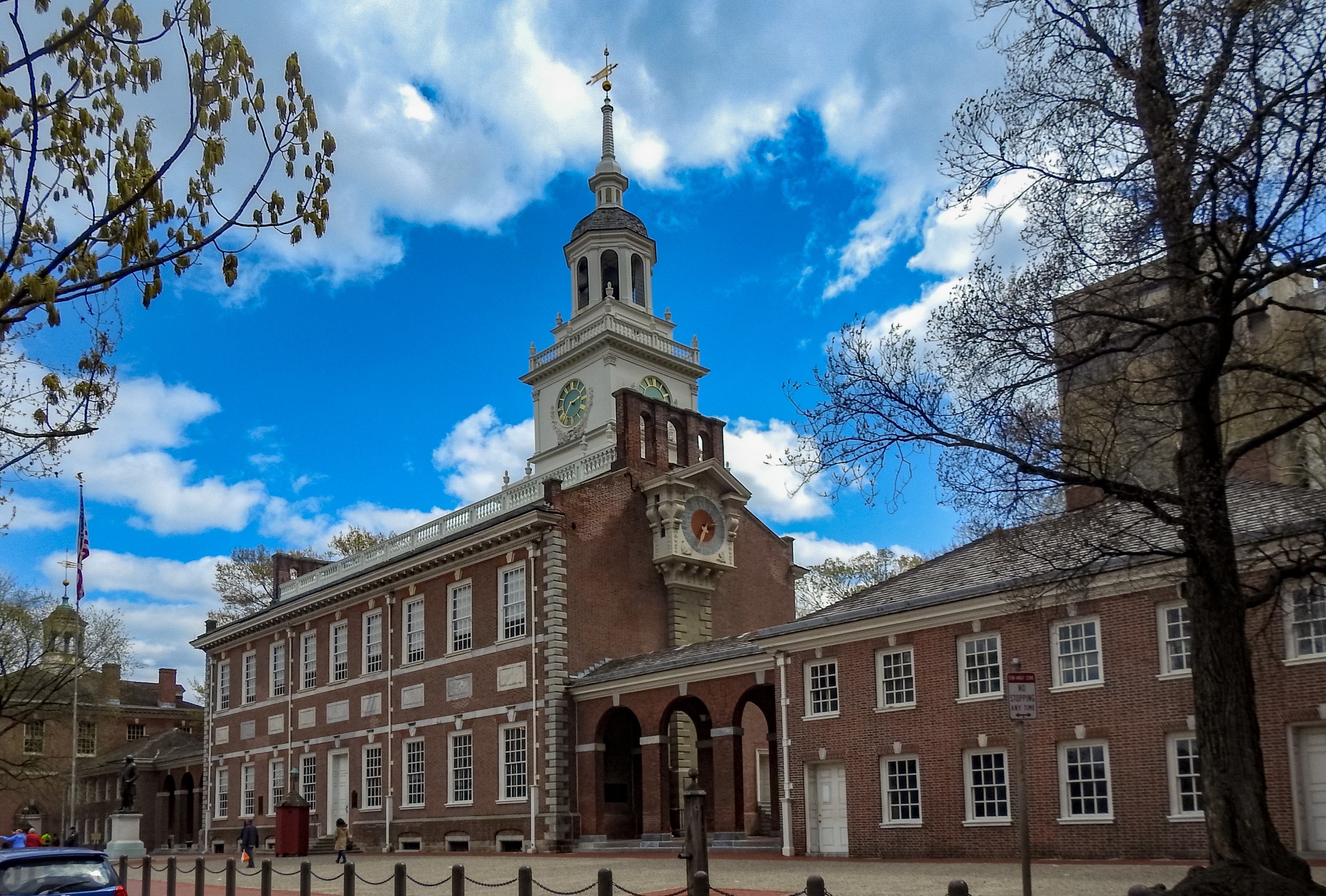
Independence Hall.

Malgré son rôle crucial dans la fondation de la nation, le site a servi principalement en tant qu'installation municipale après le déménagement du gouvernement fédéral à Washington.
Le gouvernement de l'État s'installe à Harrisburg en octobre 1812 et, comme le Capitole de l'État de Pennsylvanie n'a que peu d'utilité, l'État de Pennsylvanie envisage de le vendre et de diviser le terrain en lots à bâtir dès 1802. L'État est sur le point de démolir Independence Hall en 1816.
En 1818, les bâtiments sont considérés comme des surplus de l'État et sont achetés par la ville de Philadelphie, qui les utilise jusqu'à la fin du XIXe siècle, lorsque le gouvernement de la ville emménage dans un nouvel hôtel de ville.
En 1852, Liberty Bell est retirée de son clocher et exposée au public dans la salle des Déclarations d'Independence Hall. Entre 1885 et 1915, elle effectue sept voyages en train vers diverses expositions et célébrations jusqu'à ce que la ville refuse d'autres demandes.

## Histoire du parc

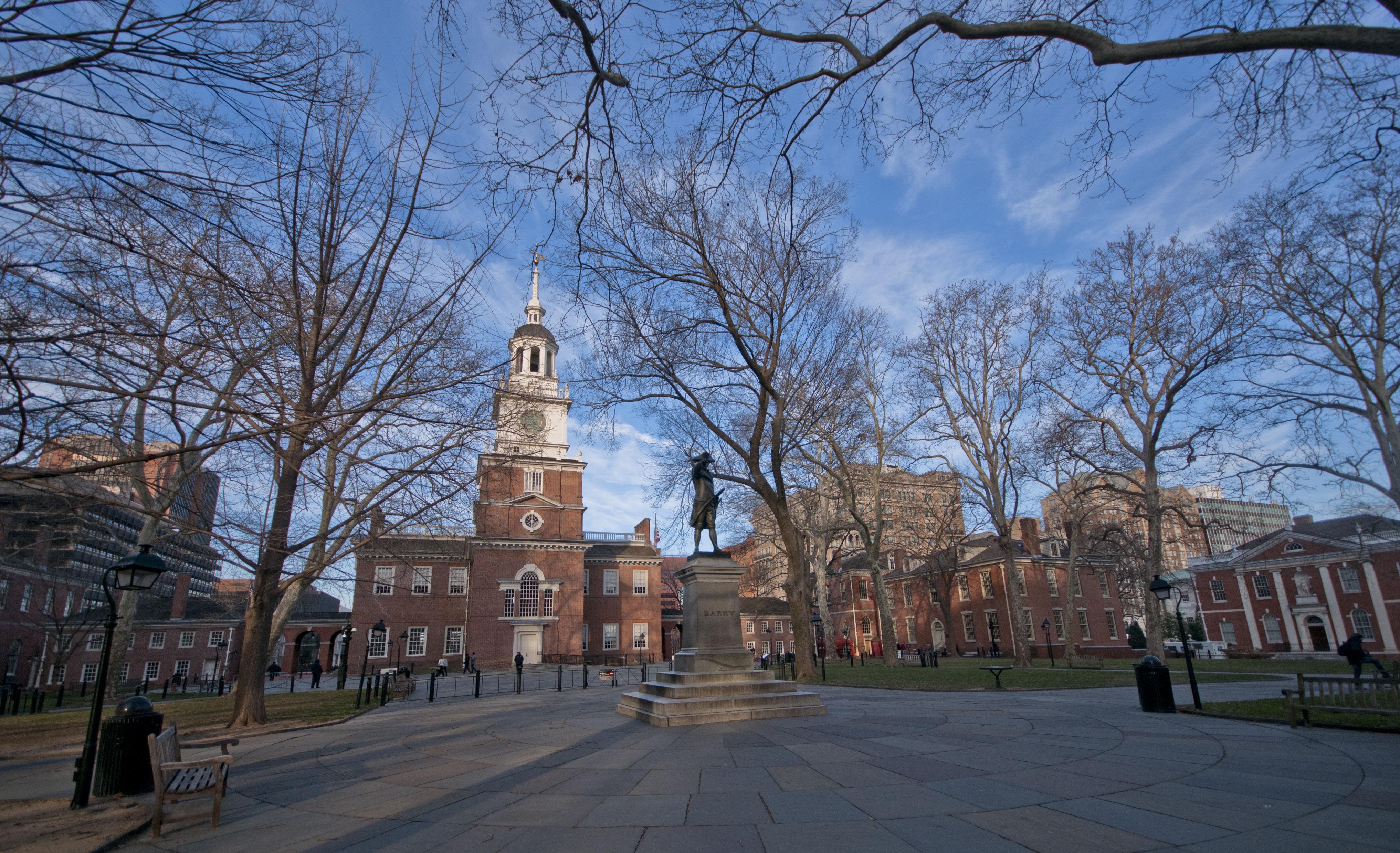
Vue du sud avec la statue de John Barry et Independence Hall.

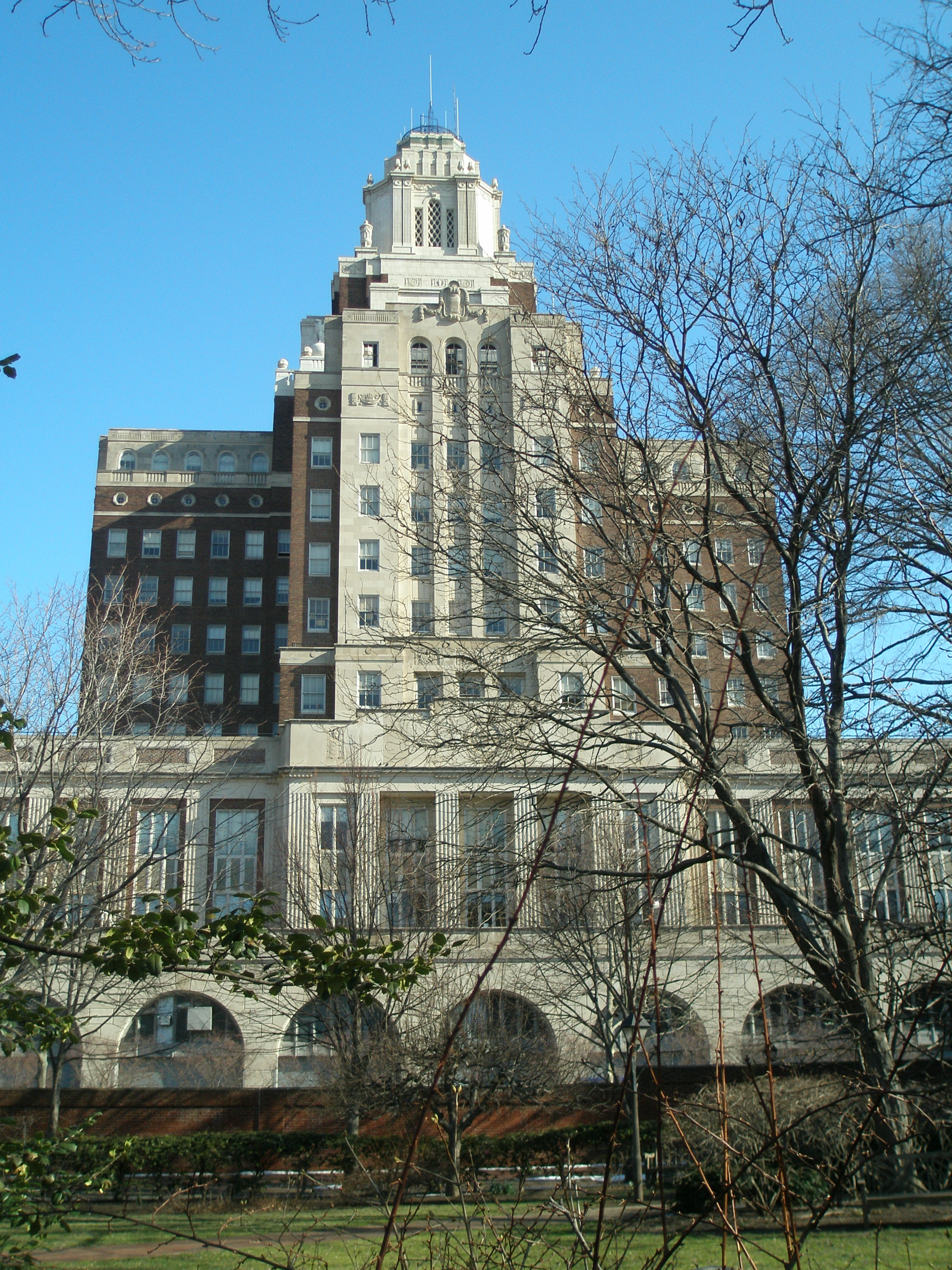
Customs House.

L'importance du quartier diminue avec le déplacement vers l'ouest de l'hôtel de ville et d'autres institutions, mais il reste un centre d'affaires actif . La première proposition pour un parc d'Independence Hall remonte à 1915, lorsque les architectes Albert Kelsey et D. Knickerbacker Boyd proposent de dégager le demi-bloc entre Chestnut Street et Ludlow Street en face d'Independence Hall. Ils sont motivés par le désir de créer un cadre approprié pour Independence Hall, de réduire les risques d'incendie et la congestion, et d'embellir l'ensemble du quartier. L'idée d'un parc prend de l'ampleur dans les années 1920 et 1930, avec le sentiment patriotique accompagnant le centenaire américain en 1926. Le début de la Seconde Guerre mondiale suscite un sentiment accru de patriotisme et d’urgence envers la protection des monuments nationaux.
Le 28 juin 1948, le Congrès adopte la loi publique 795, HR 5053 autorisant la création du parc national historique de l'indépendance, qui est officiellement créé le 4 juillet 1956. Le 16 mars 1959, elle incorpore l' Old Philadelphia Customs House (Second Bank of the United States), qui est désignée site historique national le 26 mai 1939. Comme toutes les zones historiques administrées par le National Park Service, le parc a été inscrit au Registre national des lieux historiques le 15 octobre 1966. En 1973, l'assemblée législative de Pennsylvanie vote le transfert des trois blocs qui composent Independence Mall au gouvernement fédéral. Independence Hall est classé au patrimoine mondial de l'UNESCO le 24 octobre 1979.
Le bureau de la région nord-est du Bureau fédéral des prisons se trouve dans U.S. Custom House.

## Gestion
Le National Park Service, une agence fédérale du département de l'Intérieur des États-Unis, est responsable de l'entretien et de la préservation du parc. Au cours de l'exercice 2003, le National Park Service a dépensé environ 30,7 millions de dollars américains pour le parc. Les coûts de personnel et les avantages sociaux ont représenté environ 41 pour cent des dépenses ; les projets de construction et d’investissement non récurrents ont représenté environ 25 pour cent des dépenses. L'Independence Visitor Center est exploité en coentreprise de l'Independence National Historical Park et de l'Independence Visitor Center Corporation, une organisation à but non lucratif. Le National Park Service emploie 247 salariés permanents et sept salariés saisonniers. Le programme de gestion des ressources culturelles du parc protège les bâtiments historiques, les sites archéologiques et les paysages culturels du parc, ainsi qu'environ 1,5 million d'objets du parc. En 2003, les principaux projets du parc ont principalement porté sur la réparation et la réhabilitation des bâtiments et des terrains du parc.
Le centre d'accueil des visiteurs d'Independence propose des informations sur le parc national historique de l'indépendance, la ville de Philadelphie, le front de mer du sud du New Jersey et du fleuve Delaware, ainsi que les comtés environnants de Bucks, Chester, Delaware et Montgomery en Pennsylvanie. Le bâtiment de 50 000 pieds carrés (4 645 m2) a été construit en 2001 grâce à un effort de coopération entre de nombreuses organisations de la région, avec le financement de The Pew Charitable Trusts, du Commonwealth de Pennsylvanie, de la Delaware River Port Authority, de la Fondation Annenberg, de la Fondation Connelly et de la Fondation Knight.

Carpenters' Hall
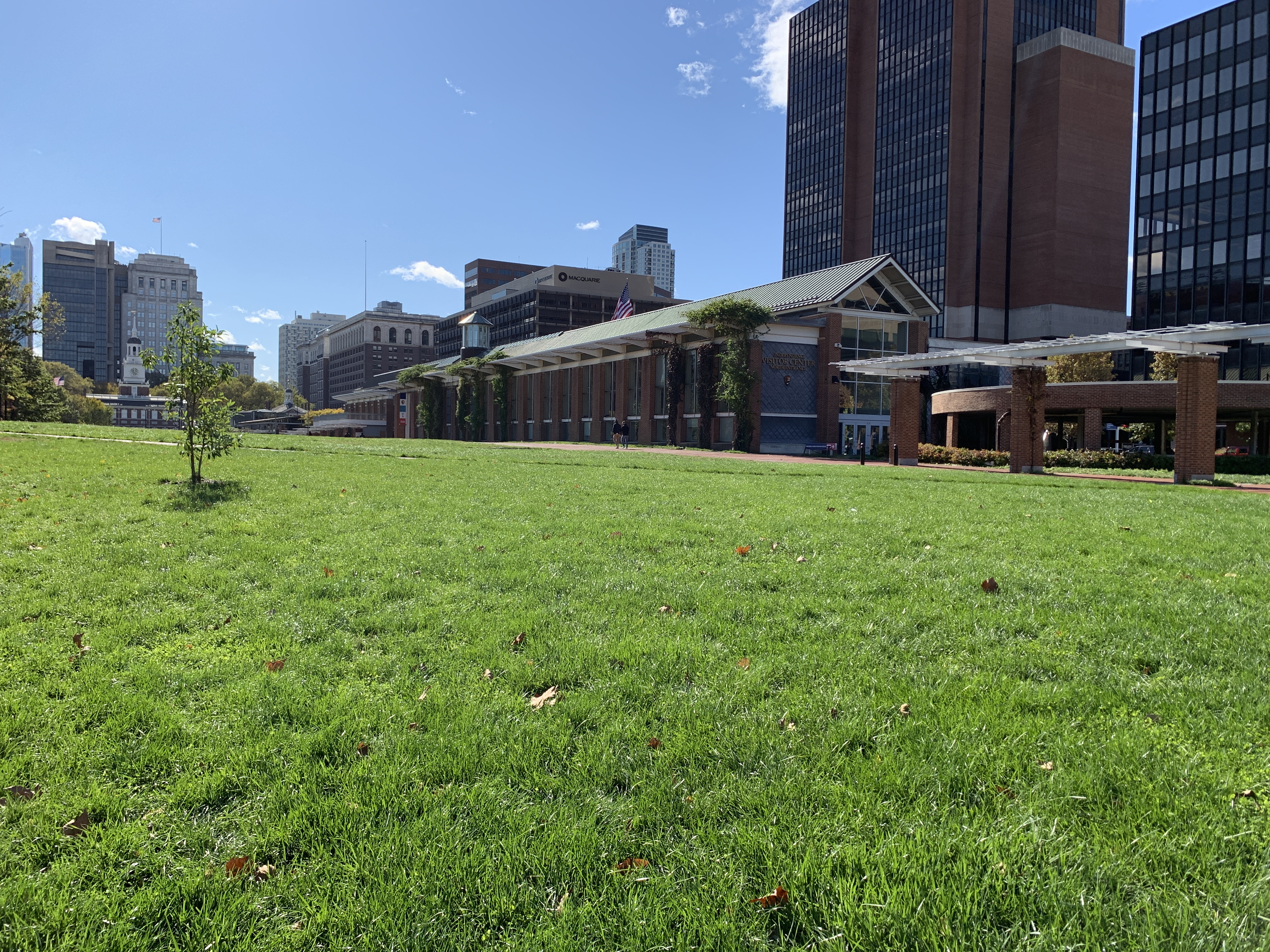
Vue extérieure du centre d'accueil des visiteurs

## Independence Mall

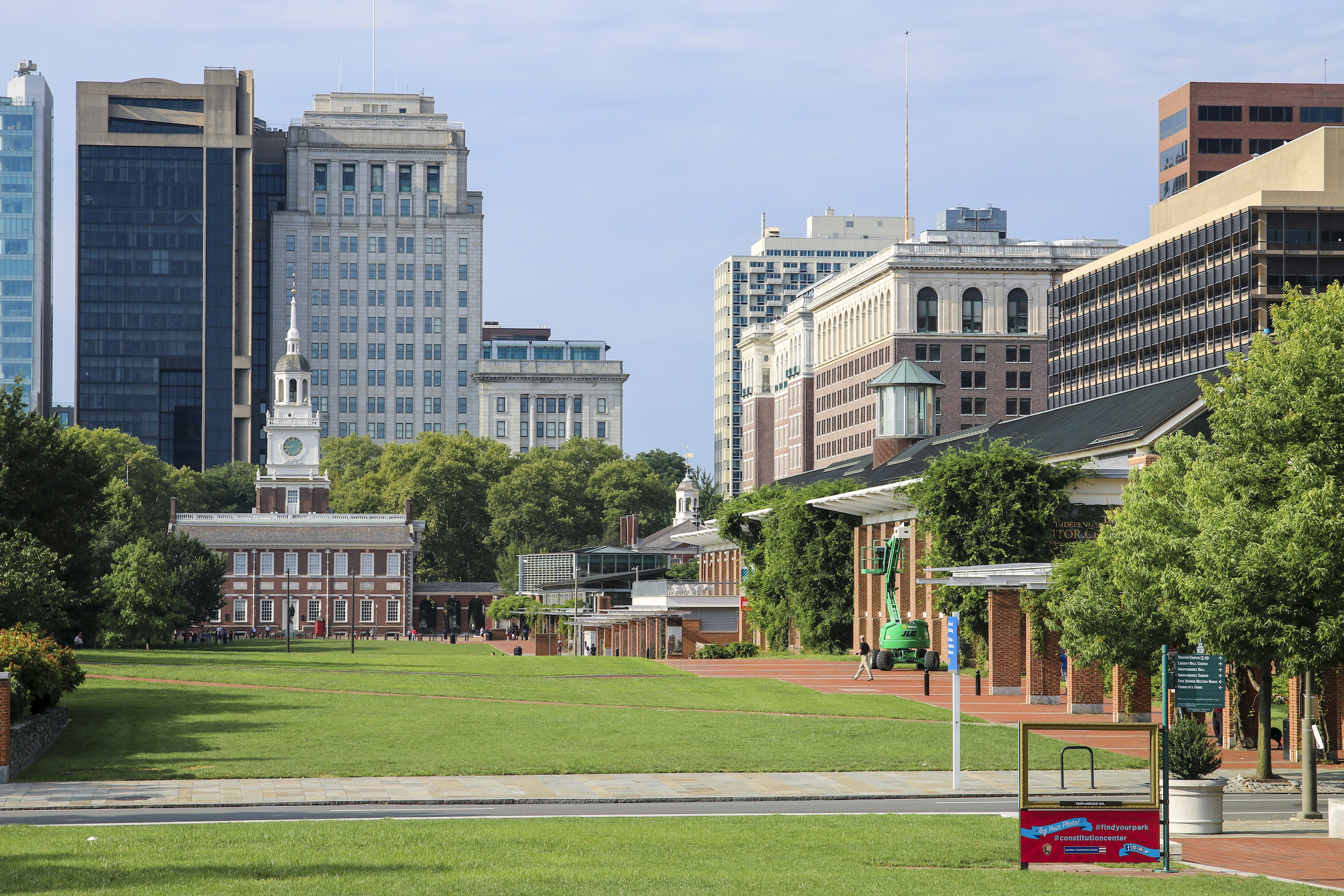
Independence Mall face à Independence Hall.

Independence Mall est la principale section de trois blocs du parc national historique de l'indépendance. Il se trouve directement au nord d'Independence Hall et est délimité par Chestnut Street, Race Street, les 5th et 6th Streets.
Les bâtiments et structures du Mall comprennent National Constitution Center (3e bloc nord), Independence Visitor Center et Free Quaker Meetinghouse (2e bloc central), President's House et Liberty Bell Center (1er bloc sud). Un parking souterrain à plusieurs niveaux se trouve sous une grande partie du deuxième bloc, et un petit café en plein air a ouvert sur le côté est du bloc en 2008. Les toilettes publiques et la « People's Plaza » (zone du premier amendement de la Constitution des États-Unis) sont situées dans le premier bloc.
Les bâtiments entourant le Mall comprennent Congress Hall, Independence Hall et Old City Hall au sud ; la Bourse de Philadelphie, le Musée national de l'histoire juive américaine, Christ Church Burial Ground et la Monnaie de Philadelphie à l'est ; l'approche du pont Benjamin-Franklin au nord ; WHYY-TV, la Banque fédérale de réserve de Philadelphie, James A. Byrne United States Courthouse (qui abrite la Cour d'appel des États-Unis pour le troisième circuit et le tribunal de district des États-Unis pour le district oriental de Pennsylvanie) et le bâtiment Rohm and Haas à l'ouest.

### Conception

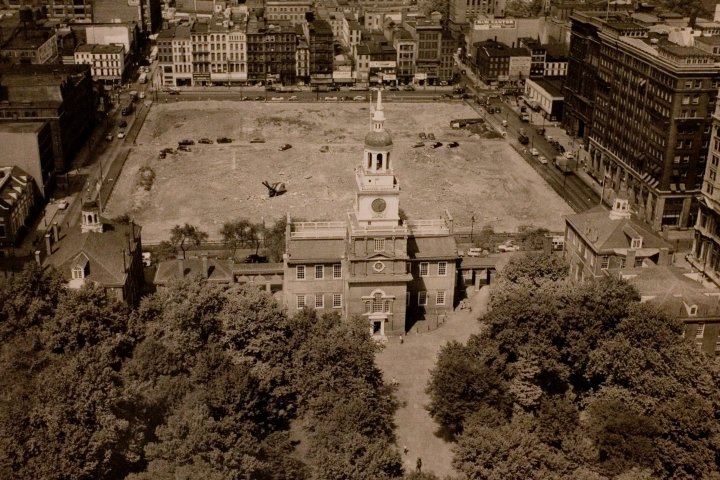
Independence Hall et le premier bloc récemment démoli d'Independence Mall en 1952.

Les bases d'un parc entourant Independence Hall sont posées lors de l'adoption de la loi sur les sites historiques de 1935, avant même qu'Independence Hall ne soit officiellement nommé site historique national en 1943. L'architecte Roy F. Larson développe le concept original du site aujourd'hui connu sous le nom d'Independence Mall en 1937. Celui-ci prévoit un Mall de cinq blocs s'étendant de Chestnut Street à Callowhill Street, en intégrant les approches du pont Benjamin-Franklin. Il est fortement soutenu par l' Independence Hall Association et son président, le juge Edwin O. Lewis. En 1947, alors qu'un parc national est en cours d'élaboration autour d'Independence Hall, Lewis préconise que le gouvernement fédéral achète les trois blocs au nord du bâtiment historique pour le parc. Le NPS n'est intéressé que par l'achat du premier bloc[réf. nécessaire]. Son plan rejeté, Lewis présente l'idée d'un Mall de trois blocs à l'Assemblée générale de Pennsylvanie, convaincant les législateurs de le construire comme un parc d'État et un monument aux Pennsylvaniens morts pendant la Seconde Guerre mondiale, un concept qui n'a jamais été pleinement réalisé.
L'Independence Mall State Park est créé dans les années 1950 avec l'intention que le terrain soit finalement cédé au NPS. Financée par des obligations d'État à 40 ans, sa construction est une coentreprise entre la Pennsylvanie et la ville de Philadelphie ; elle est supervisée par Edmund Bacon, directeur de la Commission de planification de la ville de Philadelphie. De nombreux bâtiments sont achetés et démolis pour le projet, la plupart étant des bâtiments de la fin du XIXe siècle, qui remplaçaient des bâtiments antérieurs détruits par les incendies de 1851 et 1855. Les partisans du Mall pensent que ces bâtiments sont des horreurs en raison de leur contraste avec la nature historique de la zone. Parmi ceux-ci se trouvent les murs restants de President's House, la résidence de George Washington et de John Adams pendant la décennie (1790-1800) où Philadelphie était la capitale nationale temporaire.

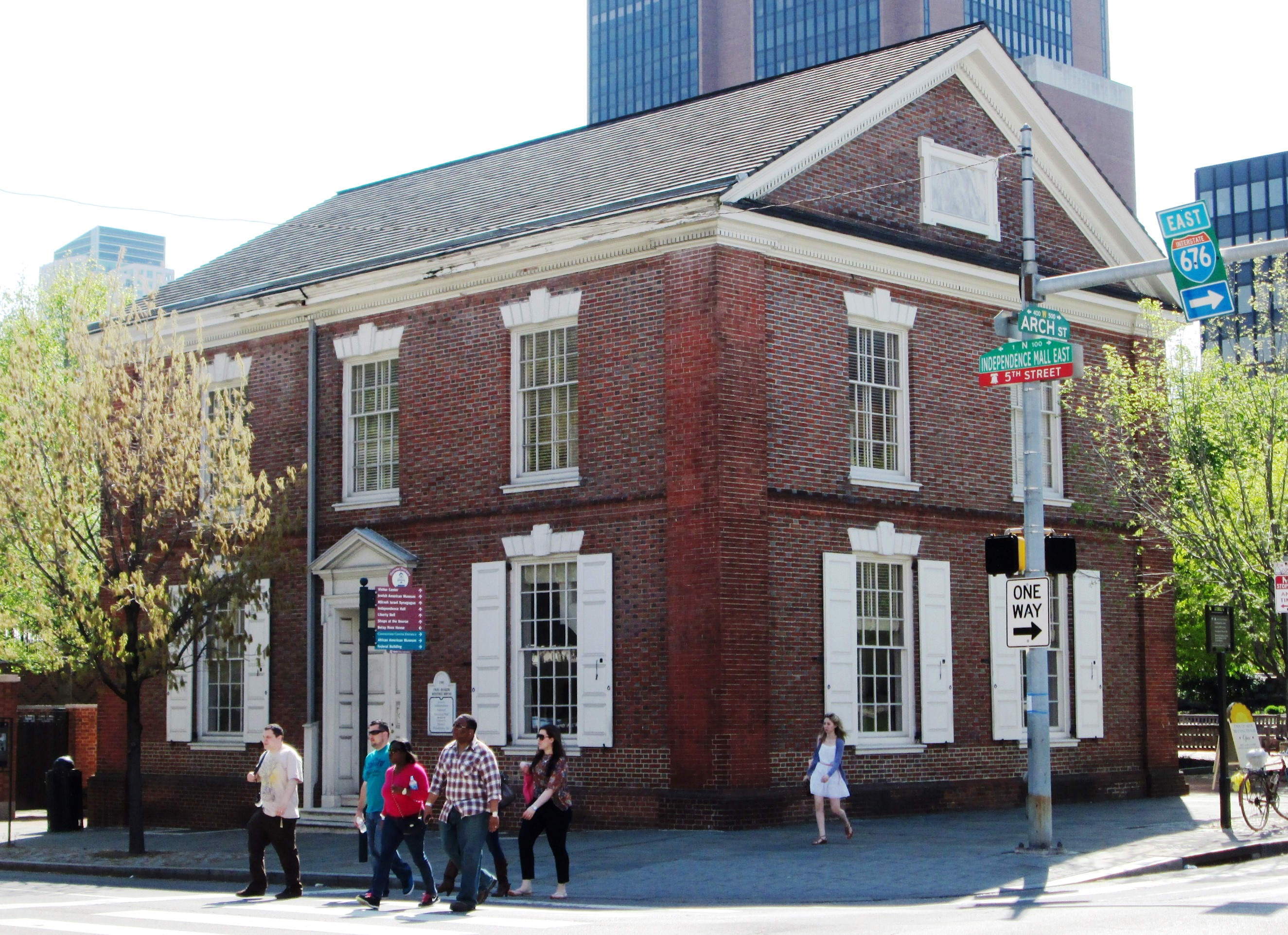
Free Quaker Meeting House.

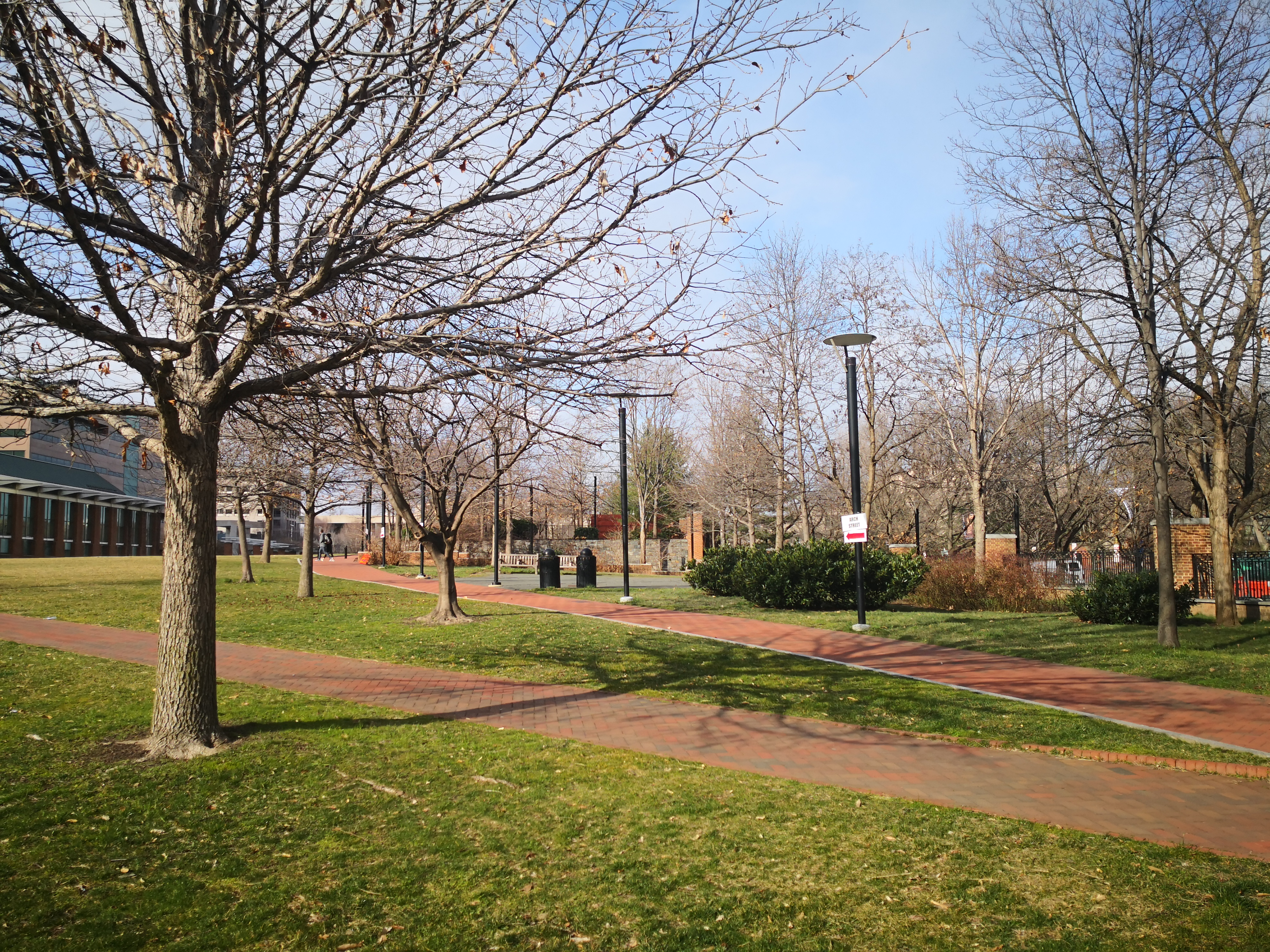
Market Street.

En 1959, le Free Quaker Meetinghouse, situé à l'angle sud-ouest des 5th Street et Arch Street est le seul bâtiment qui n'a pas été démoli. Il a été utilisé comme entrepôt pour les fournitures de plomberie avant sa restauration dans le cadre du projet. En 1961, le bâtiment est déplacé de 38 pieds à l'ouest et de 8 pieds au sud jusqu'à son emplacement actuel pour permettre l'élargissement de la 5th Street.
Les plans originaux du Mall sont créés sans la participation du National Park Service. Au fur et à mesure que les plans sont élaborés, les commerçants de Market Street s'y opposent, arguant que la démolition est hors de proportion avec le monument relativement petit situé à son extrémité sud.
Le premier bloc le plus proche de l' Independence Mall est achevé en 1954. Sa conception a été développée par Wheelwright, Stevenson et Langren, un cabinet d'architecture du paysage de Philadelphie. Le bloc comprend une pelouse centrale entourée de terrasses, de passerelles et d'une allée formelle d'arbres. Le bloc suivant aurait comporté une fontaine centrale et un bassin réfléchissant carré, entouré de terrasses et de deux arcades en briques pour imiter le premier bloc.
Le bloc le plus au nord est conçu par Dan Kiley, un architecte paysagiste influent dans le style moderniste. Son plan de 1963 est conçu sur la base du plan original de Philadelphie, qui comprend cinq places. Chaque place est représentée par des fontaines placées à l'échelle du plan de Center City. Autour des fontaines se trouve un ensemble régulièrement espacé de 700 féviers plantés au centre, sur une place pavée de briques. Les arbres ont finalement disparu en raison de l'espacement restreint et de l'environnement urbain ; beaucoup ont été supprimés, dégradant l'intention de conception globale.

### Reprise par le service des parcs nationaux

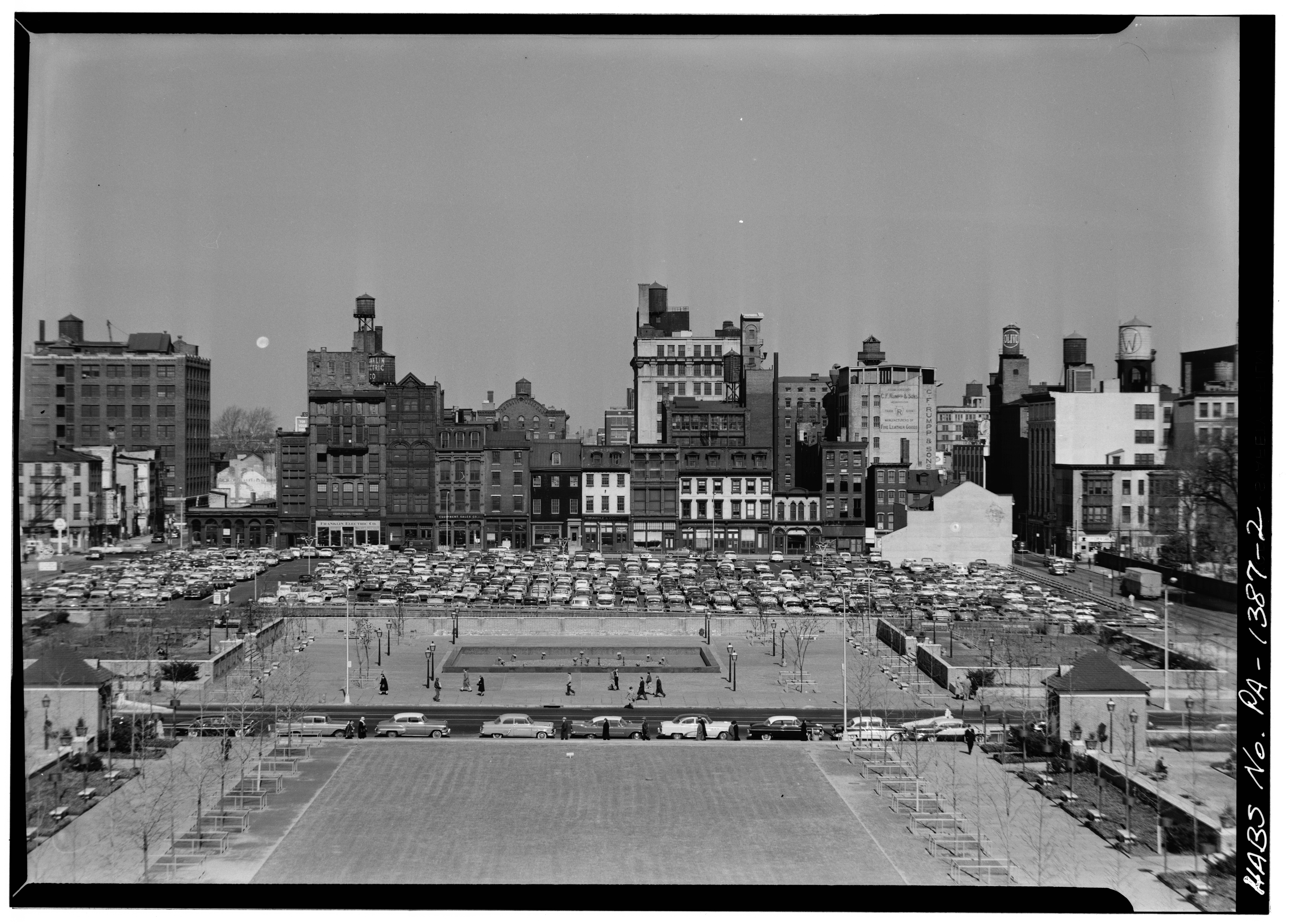
Independence mall vers 1959, le premier bloc (au premier plan) est terminé ainsi qu'un tiers du deuxième bloc, de Market Street à Filbert Street. Il est nommé le « Judge Lewis Quadrangle ». Les deux autres tiers, de Filbert Street à Arch Street, deviendront le parking souterrain, avec une place au-dessus. Les bâtiments du troisième bloc n’ont pas encore été démolis.

Parallèlement aux activités de construction, le parc historique national de l'Indépendance est créé par une loi du Congrès le 28 juin 1948 et officiellement ouvert au public le 4 juillet 1956 ; il n'inclue alors aucune partie du Mall. En 1972, le Mall est donné au NPS et les limites de l'INHP sont redéfinies. En 1974, la propriété et l'exploitation de l'ensemble du Mall sont officiellement transférées au National Park Service.

Liberty Bell Pavillon en 2003.

Avant 1976, Liberty Bell est hébergée dans Independence Hall. En prévision de la célébration du bicentenaire, le Comité consultatif du parc historique national propose de la déplacer à l'extérieur d'Independence Hall, car le bâtiment n'est pas en mesure d'accueillir les millions de visiteurs attendus. Le plan initial de 1972 visant à la déplacer vers South Third Street et Chestnut, deux blocs à l'est, se heurte à la résistance des habitants de la ville. Un plan alternatif est suggéré en 1973 pour construire un pavillon plus petit au nord d'Independence Hall entre Race et Arch Streets, mais ce plan rencontre également des résistances. Le maire Frank Rizzo suggère ensuite que le pavillon soit placé dans le bloc immédiatement au nord du célèbre bâtiment. Cette dernière idée prévaut ; les plans ont été élaborés pour construire le nouveau pavillon de verre et d'acier à l'extrémité nord du premier bloc d'Independence Mall, près de Market Street. Conçu par Romaldo Giurgola en 1974, le premier coup de pioche de la construction a eu lieu début 1975. Plus tard la même année, le Liberty Bell Pavillon est achevé. La cloche est déplacée dans le cadre des célébrations du Nouvel An et le Pavillon est ouvert au public pour la première fois le 1er janvier 1976, à 12h01. Liberty Bell y demeure jusqu'au 9 octobre 2003.

## Rénovations

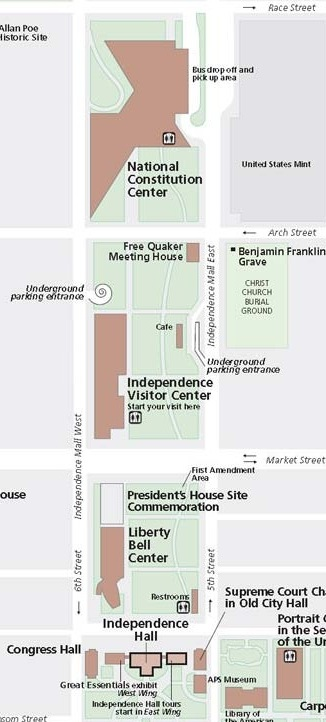
Plan d'Independence Park, 2011.

En 1997, le NPS annonce un plan de réaménagement d'Independence Mall, développé par le cabinet d'architecture paysagère Olin Partnership. Dans le cadre de ce plan, plusieurs nouveaux bâtiments publics sont construits. Cette vaste refonte propose la suppression de toutes les structures précédentes, à l'exception du Free Quaker Meetinghouse, et de concentrer tous les bâtiments proposés le long de la 6th Street, à l'extrémité ouest du parc, avec des espaces verts plus petits le long de la 5th Street East. Ces espaces verts, dont certains sont surélevés au-dessus de la pelouse centrale, offrent des espaces de rassemblement et de repos plus intimes avec de vastes arbres et d'autres aménagements paysagers. Plusieurs chemins de briques droits sculptent chacune des zones de pelouse de chaque bloc, y compris deux coupes latérales à travers le premier bloc correspondant à Ranstead Street et Ludlow Street à l'est du parc.
Independence Visitors Center ouvre ses portes en novembre 2001, le National Constitution Center en juillet 2003 et Liberty Bell est déplacée au Liberty Bell Center en octobre 2003. Liberty Bell Pavillon est démoli en 2006. Un mémorial au coin des 6th et Market Streets délimite le site de l'ancienne Président's House et commémore les esclaves qui y ont travaillé, avec des fondations visibles sous terre.
En janvier 2024, le NPS annonce une vaste série de rénovations qui devraient être achevées d'ici 2026, date à laquelle le parc et la ville de Philadelphie s'attendent à un afflux de visiteurs pour célébrer le 250e anniversaire des États-Unis. Alors que le budget annuel du parc s'élève à environ 27 millions de dollars, plus de 85 millions de dollars sont prévus pour commencer à s'attaquer au retard. L’ampleur des rénovations est vaste et concerne les bâtiments et les terrains sur l’ensemble du site du parc. Les travaux comprennent à la fois des projets « banals » mais « nécessaires », comme le remplacement de toitures qui fuient et de systèmes de chauffage, de ventilation et de climatisation obsolètes, ainsi que des projets plus « novateurs », comme l'installation d'une nouvelle place publique et une refonte de la manière dont le parc racontera désormais une « histoire plus large de la fondation de la nation ». Les projets « majeurs » comprennent la rénovation de la First Bank of the United States, de la Declaration House, du Welcome Park, de la Bicentennial Bell, du Carpenters' Hall et de l'aile ouest d'Independence Hall.

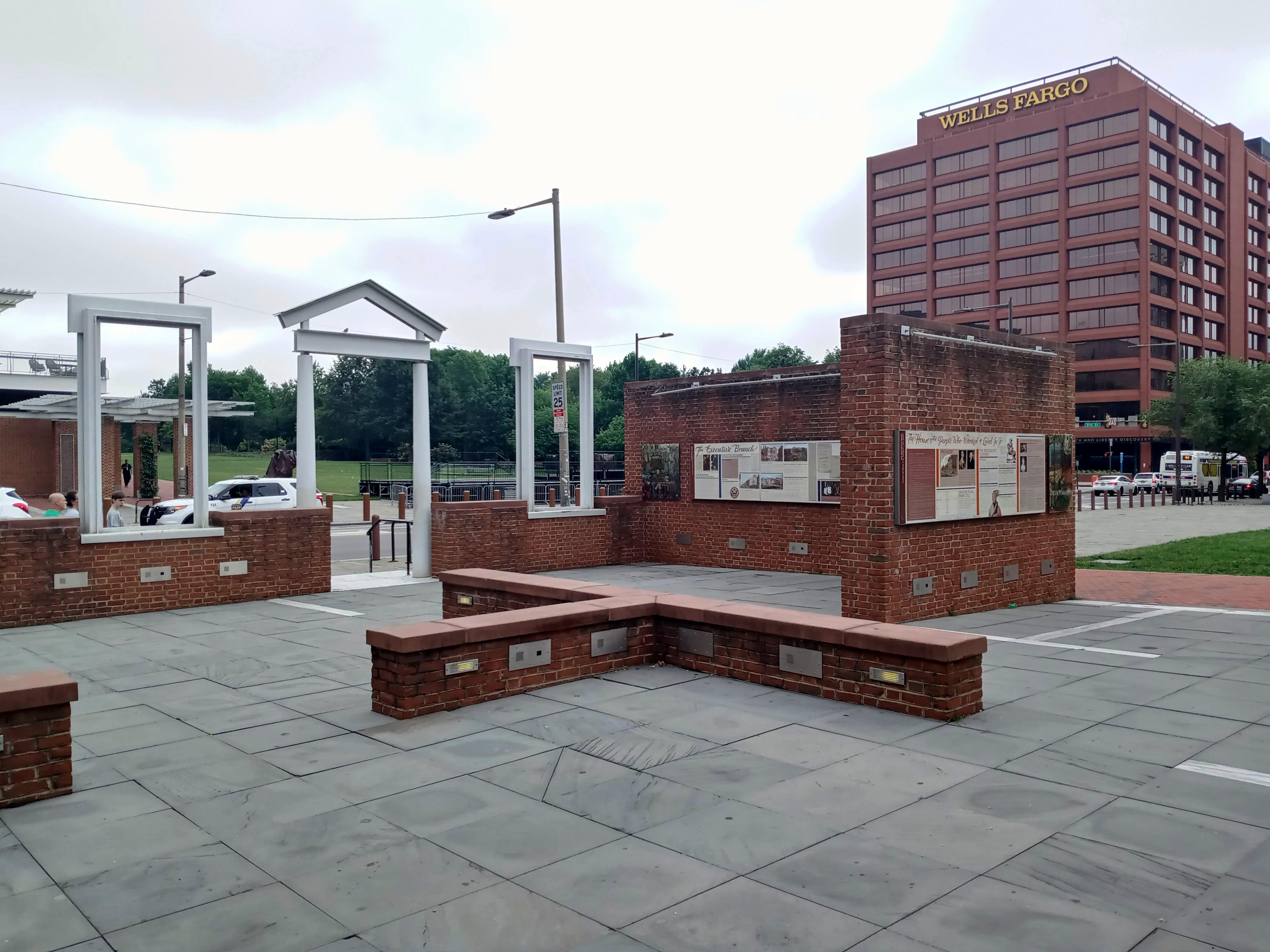
Site de President's House
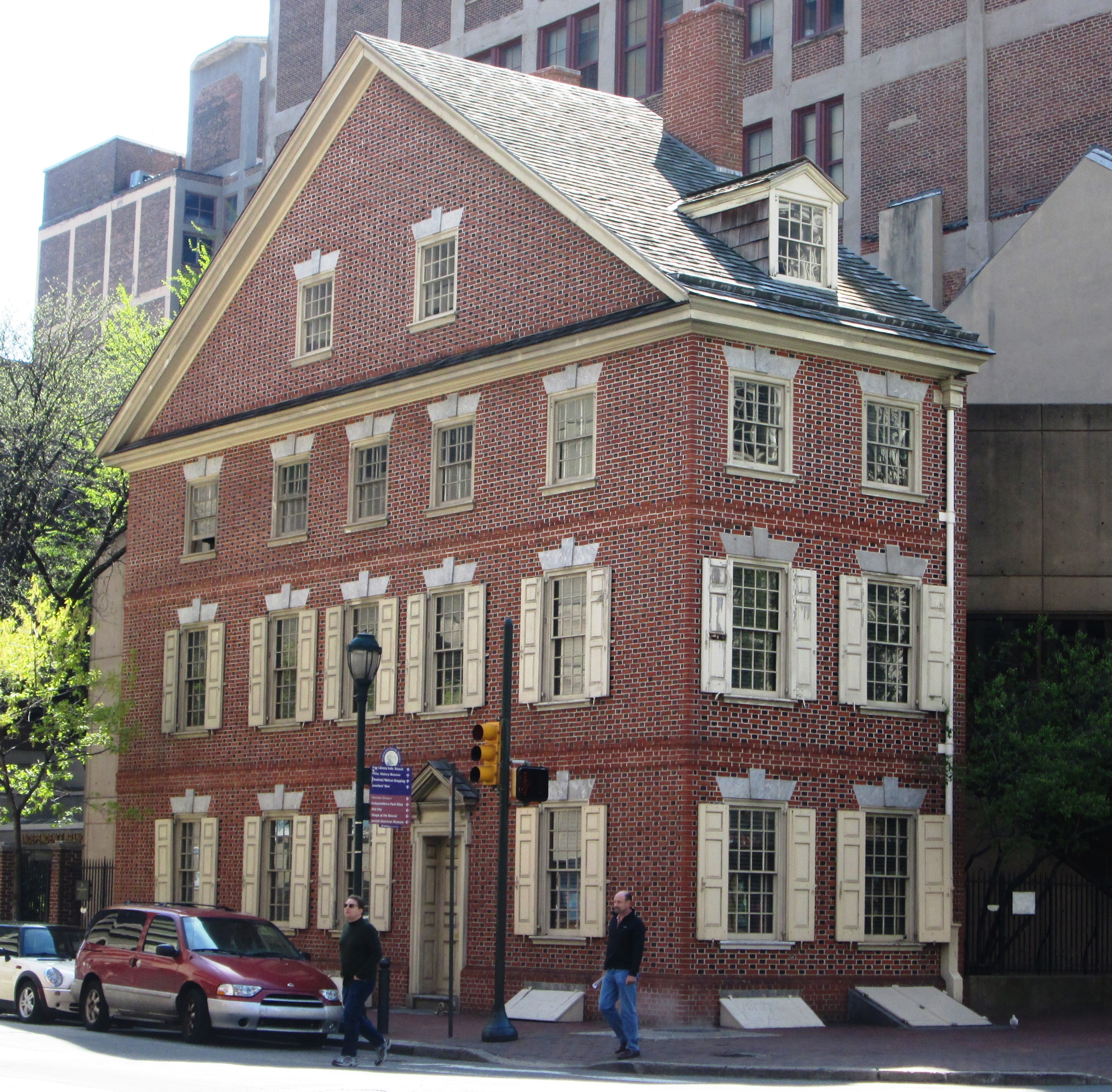
Declaration House House
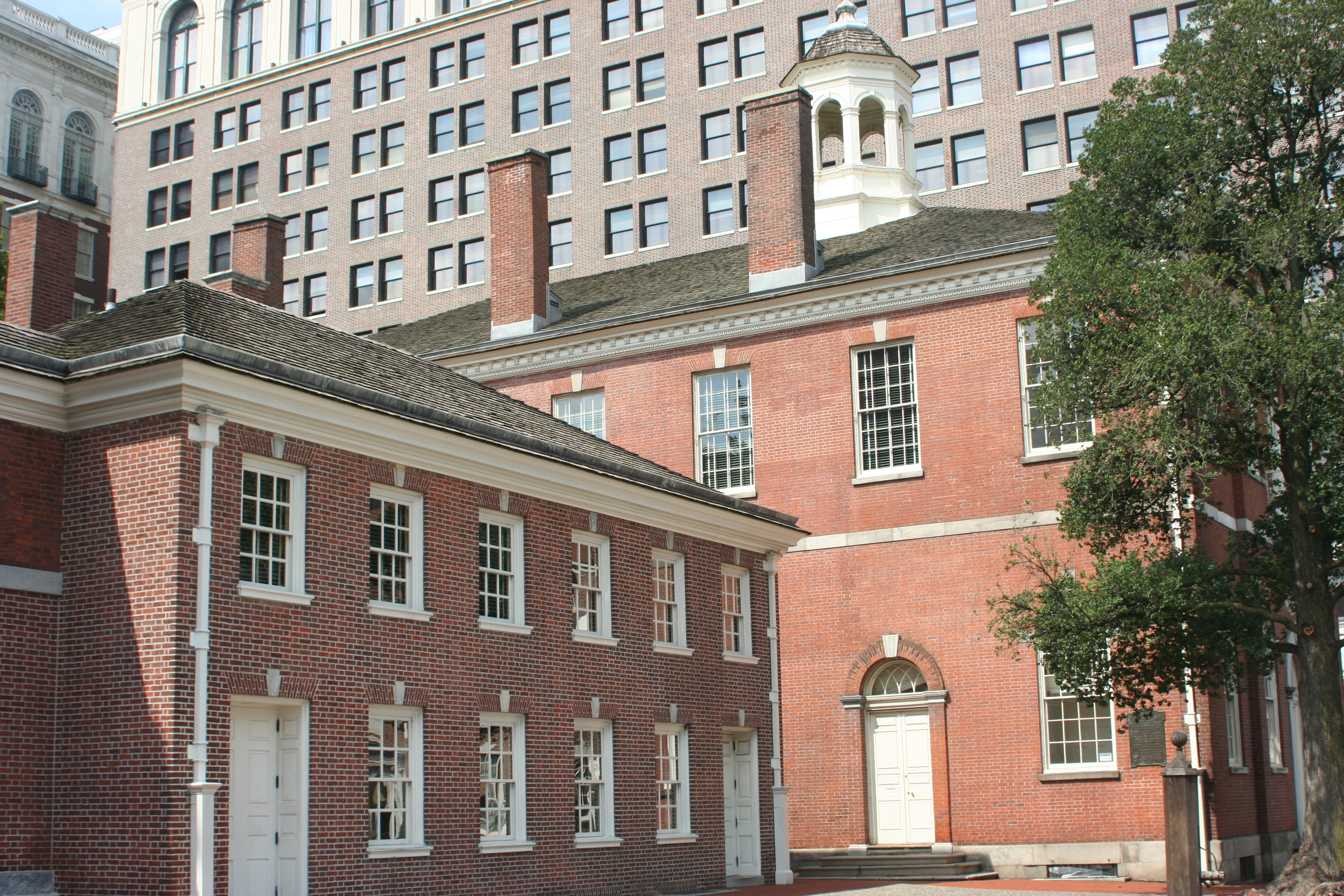
Aile ouest d'Independence Hall et Congress Hall

## Liste des bâtiments et des sites historiques
- Philadelphia Bourse
- Bishop White House
- Carpenters' Hall
- Christ Church
- City Tavern
- Congress Hall
- Declaration House
- Deshler-Morris House
- Franklin Court
- Free Quaker Meeting House
- Great Essentials Exhibit
- Merchants' Exchange Building
- Mikveh Israel Cemetery
- New Hall Military Museum
- Old City Hall
- Philosophical Hall
- Second Bank of the United States
- Todd House